# Ceryx artina
Ceryx artina är en fjärilsart som beskrevs av Butler. Ceryx artina ingår i släktet Ceryx och familjen björnspinnare. Inga underarter finns listade i Catalogue of Life.